# Deerwood (Minnesota)
Deerwood es una ciudad ubicada en el condado de Crow Wing en el estado estadounidense de Minnesota. En el Censo de 2010 tenía una población de 532 habitantes y una densidad poblacional de 100,39 personas por km².

## Geografía
Deerwood se encuentra ubicada en las coordenadas 46°28′1″N 93°53′55″O / 46.46694, -93.89861. Según la Oficina del Censo de los Estados Unidos, Deerwood tiene una superficie total de 5.3 km², de la cual 3.86 km² corresponden a tierra firme y (27.17%) 1.44 km² es agua.

## Demografía
Según el censo de 2010, había 532 personas residiendo en Deerwood. La densidad de población era de 100,39 hab./km². De los 532 habitantes, Deerwood estaba compuesto por el 94.92% blancos, el 0.94% eran afroamericanos, el 1.69% eran amerindios, el 0.19% eran asiáticos, el 0% eran isleños del Pacífico, el 0.38% eran de otras razas y el 1.88% pertenecían a dos o más razas. Del total de la población el 1.5% eran hispanos o latinos de cualquier raza.